# Glycyphana neglecta
Glycyphana neglecta är en skalbaggsart som beskrevs av Moser 1914. Glycyphana neglecta ingår i släktet Glycyphana och familjen Cetoniidae. Inga underarter finns listade i Catalogue of Life.